# Bcomp
 (novembre 2023).
Bcomp est une startup suisse spécialisée dans les biocomposites notamment composés à partir de lin.

## Historique
La société Bcomp, spécialisée dans la fabrication de biocomposites à partir de fibres de lin.
L'inventeur de la fibre écologique est Cyrille Boinay, passionné de ski, il élabore ce nouveau matériau avec un confrère américain, Steve Drake.
Elle investit dans une chaîne de fabrication située à Fribourg. Elle commence dans le secteur des skis puis de la construction d'ouvrage d'art tel qu'un pont aux Pays-Bas avant de se positionner sur le secteur de l'automobile.
En 2020, elle démarre une collaboration avec McLaren. Dès 2022, les constructeurs tels que Porsche, Volvo et BMW investissent 2,4 millions dans ce produit et envisagent les intégrer dans les véhicules dès 2024. Selon l'équipementier AMG, un autre atout, est celui de la sécurité, par rapport à la fibre de carbone qui explose en petites pièces.
En avril 2022, la startup lève près de 30 millions de francs suisses.

## Technologie
Le lin est utilisé par Bcomp. C'est une matière première biosourcée qui permet de réaliser des économies en termes de poids, de consommation d’énergie et d’émissions par rapport aux traditionnelles pièces en plastique.